# Руза
Ру́за — город в Московской области России, административный центр Рузского муниципального округа. Население — ↘15 269 чел. (2024).

## Название
Город назван по реке Рузе, название которой сопоставимо с литов. ruseti — «течь, протекать», rusnoti — «медленно течь», латыш. ruosa — «ручей с узкой луговой поймой, расположенный между полями и лесами».

## География
Расположен на реке Рузе, в 80 км к западу от МКАД, в 60 км к юго-западу от Зеленоградского АО и в 40 км северо-западнее Троицкого АО города Москвы («Новой Москвы»).

## История

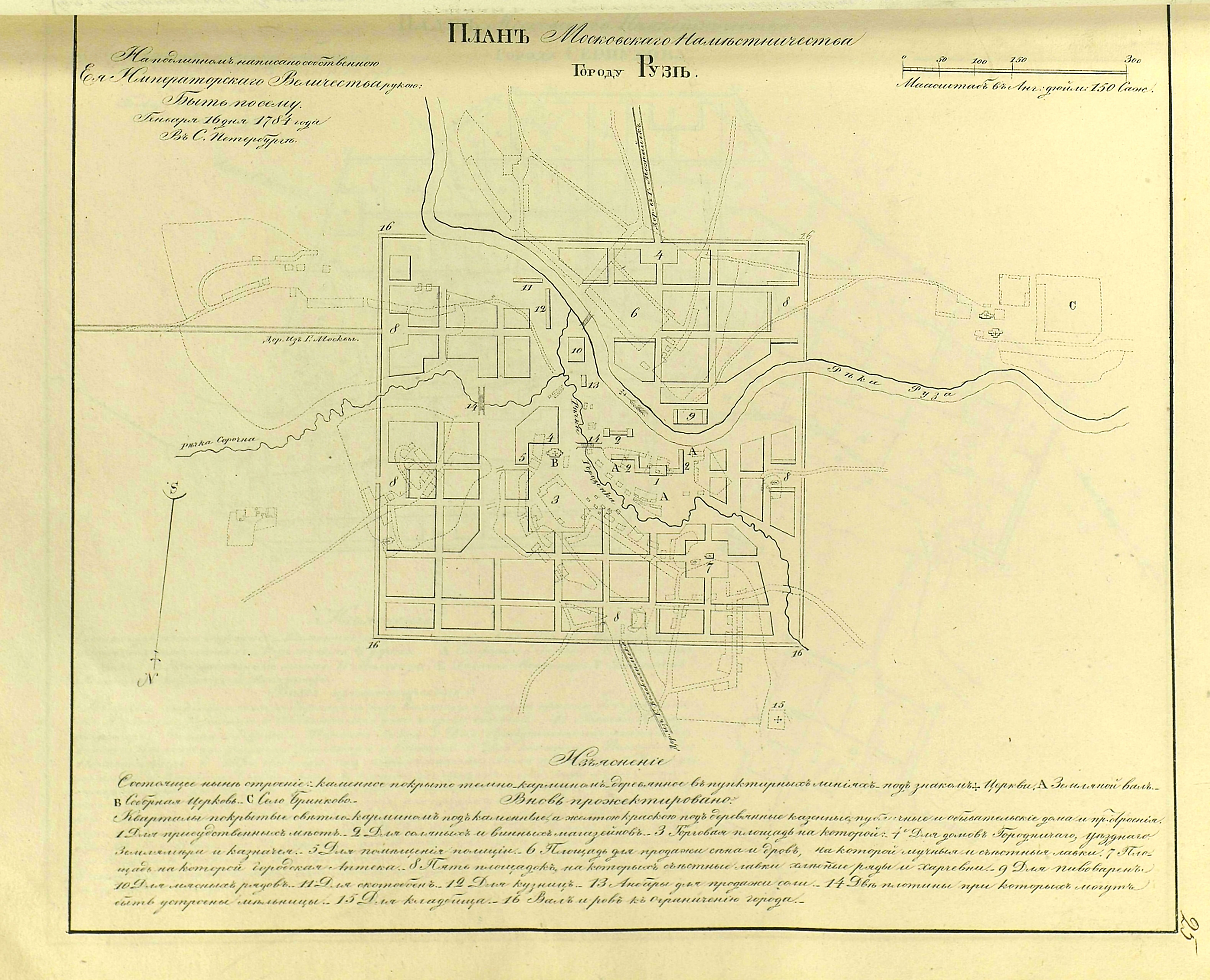
«Прожектированный» план города Рузы 1784 года из «Полного собрания законов Российской Империи. Книга чертежей и рисунков. Планы городов»

Город известен с XIV века. Условной датой возникновения Рузы является дата завещания князя Ивана Калиты, где впервые в грамоте встречается название «Руза» («село Рузьское»). Существуют два варианта даты: 1328 и 1339 гг. Для официальных целей датой возникновения города считается 1328 год. Изначально город Руза находился на территории Звенигородского княжества. В 1382 году был взят татарами Тохтамыша. В 1462—1504 годах Руза была в составе Волоцкого княжества, в 1504—1533 годах находилась во владениях дмитровского князя Юрия Ивановича, позже находилась во владении царевича Арслан-Али. 
В начале XVI века вошла в состав Московского государства. Руза была городом-крепостью; сохранились остатки земляных валов (где сейчас располагается парк «городок»). В 1618 году безуспешно осаждалась польско-литовскими войсками королевича Владислава. В 1782 году Руза стала уездным городом Московской губернии.

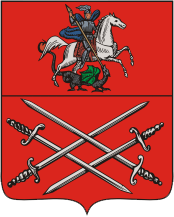
Герб (1781)

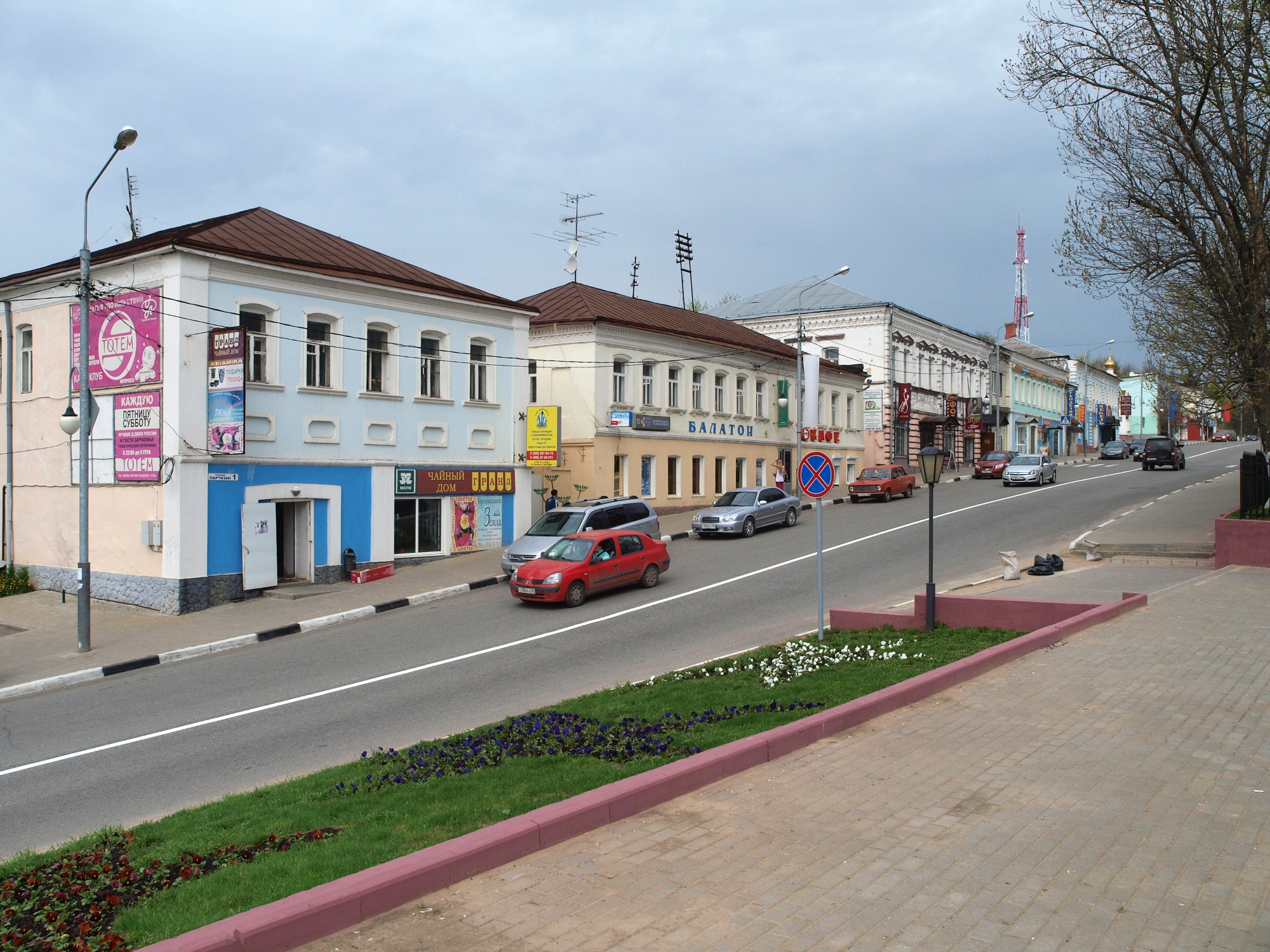
Старые дома в центре

В середине XIX века в городе начинают появляться промышленные мануфактуры: кожевенные, кирпичная, льнопрядильная и др. Во второй половине девятнадцатого столетия открылась лечебница, библиотека, земское училище. В 1900 году начали работу высшее женское и высшее мужское церковно-приходские училища, а с 1918 года — реальное училище.
В годы Великой Отечественной войны, с 25 октября 1941 по 17 января 1942 года город был оккупирован силами Вермахта. За время оккупации и боевых действий в Рузе были разрушены все хозяйственные постройки и учреждения культуры.

## Население
| 1856    | 1859    | 1897    | 1913    | 1926    | 1931    | 1939    | 1959    | 1970    | 1979    |
| ------- | ------- | ------- | ------- | ------- | ------- | ------- | ------- | ------- | ------- |
| 3000    | ↗3200   | ↘2300   | ↗2900   | ↘2800   | ↗3600   | ↗4584   | ↗5957   | ↗7737   | ↗10 866 |
| 1989    | 1992    | 1996    | 1998    | 2000    | 2001    | 2002    | 2003    | 2005    | 2006    |
| ↗14 643 | ↗15 500 | ↗16 200 | ↗16 400 | →16 400 | →16 400 | ↘13 516 | ↘13 500 | ↘13 300 | ↘13 200 |
| 2007    | 2008    | 2009    | 2010    | 2011    | 2012    | 2013    | 2014    | 2015    | 2016    |
| →13 200 | →13 200 | ↘13 164 | ↗13 495 | ↗13 500 | ↗13 740 | ↘13 733 | ↘13 554 | ↘13 419 | ↘13 393 |
| 2017    | 2018    | 2019    | 2020    | 2021    | 2023    | 2024    |         |         |         |
| ↗13 403 | ↘13 182 | ↘12 973 | ↘12 743 | ↗16 014 | ↘15 703 | ↘15 269 |         |         |         |

На 1 января 2025 года по численности населения город находился на 769-м месте из 1124 городов Российской Федерации.

## Городское поселение Руза
С 2005 по 2017 год город Руза образовывал городское поселение Руза.
Географические данные
Площадь городского поселения составляла 1738 га.
Муниципальное образование находилось в центральной части Рузского муниципального района и граничило:
- с сельским поселением Волковское (на северо-востоке),
- с сельским поселением Старорузское (на юго-востоке, юге, юго-западе),
- с сельским поселением Ивановское (на северо-западе).

Население
| 1856    | 1859    | 1897    | 1913    | 1926    | 1931    | 1939    |
| ------- | ------- | ------- | ------- | ------- | ------- | ------- |
| 3000    | ↗3200   | ↘2300   | ↗2900   | ↘2800   | ↗3600   | ↗4584   |
| 1959    | 1970    | 1979    | 1989    | 1992    | 1996    | 1998    |
| ↗5957   | ↗7737   | ↗10 866 | ↗14 643 | ↗15 500 | ↗16 200 | ↗16 400 |
| 2000    | 2001    | 2002    | 2003    | 2005    | 2006    | 2007    |
| →16 400 | →16 400 | ↘13 516 | ↘13 500 | ↘13 300 | ↘13 200 | →13 200 |
| 2008    | 2009    | 2010    | 2011    | 2012    | 2013    | 2014    |
| →13 200 | ↘13 164 | ↗13 495 | ↗13 500 | ↗13 740 | ↘13 733 | ↘13 554 |
| 2015    | 2016    | 2017    | 2018    | 2019    | 2020    | 2021    |
| ↘13 419 | ↘13 393 | ↗13 403 | ↘13 182 | ↘12 973 | ↘12 743 | ↗16 014 |
| 2023    | 2024    |         |         |         |         |         |
| ↘15 703 | ↘15 269 |         |         |         |         |         |

Местное самоуправление
- Совет депутатов — выборный представительный орган местного самоуправления. В его состав входит 21 депутат[35]. Последние выборы прошли 11 сентября 2022 года.
- Председателем совета депутатов[когда?] является Вереина Ирина Алексеевна[36].
- Главой городского поселения[когда?] был Занегин Юрий Викторович[37][38]

## Жилой фонд города
В 1970—1980-е годы в городе начался снос домов барачного типа и строительство 4-, 5- и 9-этажных жилых домов.
После развала СССР произошло массовое переселение с севера страны в центральные регионы. Из-за этого в Рузе был построен Северный микрорайон. В 2007 году началось строительство микрорайона Северное Сияние, но из-за финансовых проблем оно так и не было завершено. По состоянию на 2016 год 11 зданий 5-, 7-, 10-этажности в состоянии 80 % готовности находятся на консервации.
В 2014 году начато строительство ЖК «Федеративный», а позднее — ЖК «Федеративный-2», состоящих из пяти многоэтажных зданий, в которые, по губернаторской программе «Наше Подмосковье», были переселены жильцы некоторых аварийных домов города.
В 2016 году начато строительство малоэтажных жилых домов для переселения граждан из аварийного жилого фонда.
Также значительная часть населения города проживает в частных домах.

## Экономика
Наряду с развитием крупной фабрично-заводской промышленности в период 1866—1902 гг., важную роль в структуре занятий и в экономике городских поселений Московской губернии продолжало играть ремесленное производство. В Рузе, среди ремесленников в документах Московского Столичного и Губернского статистического комитета (МС и ГСК), отмечались: саичники и бараночники (всего — пять категорий ремесленной специальности, приготовляющих предметы пищи); рукавичники (ремесленники, приготовляющие предметы отдежды) и др.
| Год  | Численность населения | Количество жителей на одного ремесленника | Количество ремесленников по разрядам | Количество ремесленников по разрядам | Количество ремесленников по разрядам | Количество ремесленников по разрядам | Итого |
| ---- | --------------------- | ----------------------------------------- | ------------------------------------ | ------------------------------------ | ------------------------------------ | ------------------------------------ | ----- |
| Год  | Численность населения | Количество жителей на одного ремесленника | I                                    | II                                   | III                                  | IV                                   | Итого |
| 1866 | 4088                  | 33,8                                      | 30                                   | 41                                   | 38                                   | 12                                   | 121   |
| 1870 | 3991                  | 24,6                                      | 32                                   | 35                                   | 34                                   | 61                                   | 162   |

Развита пищевая промышленность (хлебозавод, молокозавод, ликёро-водочный завод, кофейный завод). Швейная и мебельная фабрики. Работает типография. С 2018 года ведётся активная застройка отдалённых от центра города территорий, открылась большая сеть досуговых центров.

## Транспорт
В 40 км севернее Рузы проходит трасса М9 «Балтия» (Новорижское шоссе), в 25 км южнее — М1 «Беларусь» (Минское шоссе), город пересекает Московское Большое Кольцо.
В городе расположена автостанция. Имеется автобусное сообщение с Москвой (маршруты № 450 и № 455), Можайском (маршруты № 41 и № 48), Румянцево (маршрут № 50), Тучково (маршрут № 21), Дорохово (маршрут № 22) и другими населёнными пунктами городского округа.
В 22 км к юго-востоку расположена железнодорожная станция Тучково.

## Связь и Интернет
Услуги телефонной связи и доступа в Интернет предоставляются операторами «ИНТЕРСЕТЬ» и "Телеконика".

## Медицина
В 2019 году в городе открылся первый российский детский центр протезирования «Хочу ходить». В 1,5- 2 км. расположен санаторий-профилакторий (ранее - пансионат "Руза").  Главный корпус санатория - пятиэтажный (с лифтом), построенный в 1973 году. На первом этаже расположены медицинские кабинеты, остальные этажи занимают современные двух- и трёхместные  номера-люкс с телевизионными и радиоприёмниками. К зданию примыкает двухэтажный корпус, в котором расположены зона отдыха, бильярдная, фойе со столами для настольного тенниса и зрительный зал, в котором проводятся лекции, конкурсы, концерты, демонстрируются широкоформатные фильмы. На втором этаже расположены библиотека, столовая и танцевальный зал. Четыре других корпуса также, как и главный расположены неподалёку от него  два трёхэтажных и два одноэтажных также имеет современные номера, медицинские кабинеты, спортзал и бассейн, столовая 10 метров (в главном корпусе - 15 метров). В 2002 году главный корпус санатория был отделан красной кирпичной кладкой, лоджии  и балконы выкрашены в белый цвет. С 1990 по 2012 год  санаторий был передан в ведение РГСУ. С 2013 года по настоящее время он передан в  ведение МВД России. В 2014 году главный корпус был отделан красными блочными панелями, переход (пристройка также двухэтажная) отделан пластиковой навесной крышей, лоджии балконов номеров сменили белый цвет на голубой.

## СМИ
Действует интернет-канал «Руза ТВ», куда регулярно добавляются видеосюжеты о жизни города и Рузского района.
Еженедельно выходит местная газета «Красное знамя», издающаяся с сентября 1920 года.

## Спорт

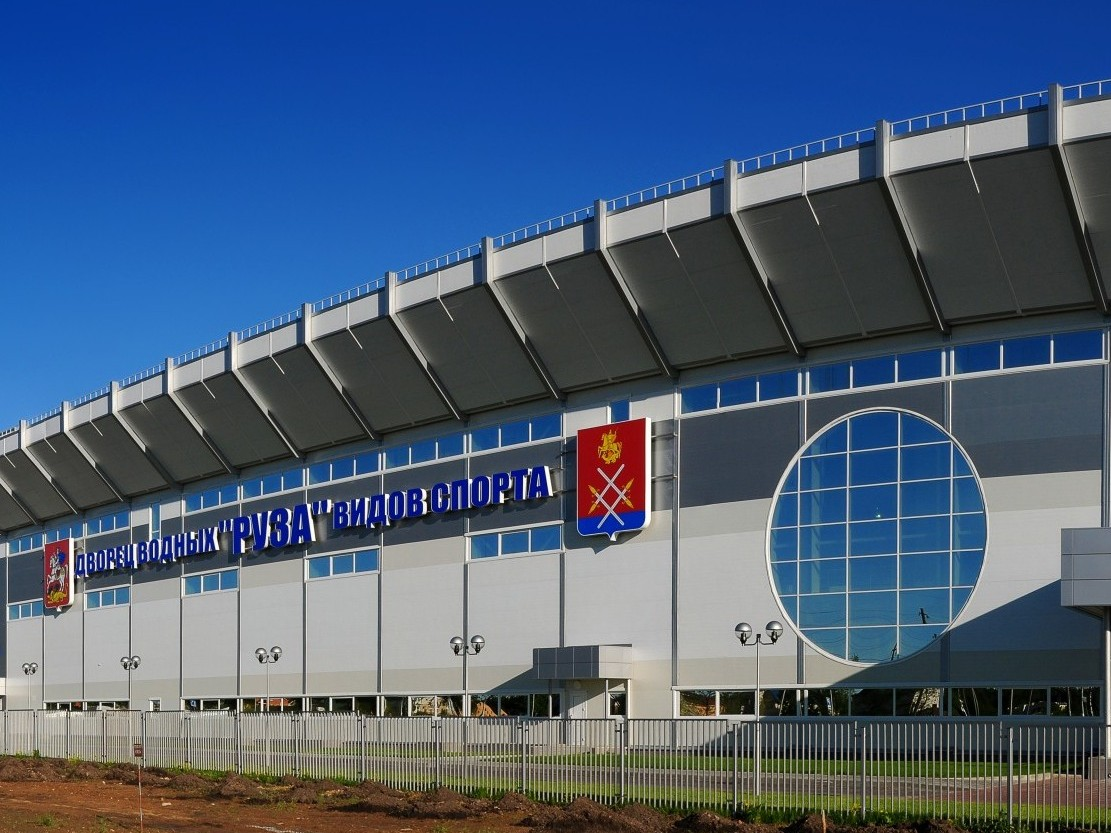
Дворец водных видов спорта
Функционирует открытый в марте 2009 года Дворец водных видов спорта «Руза». Он включает в себя 3 бассейна: основной (размером 50×25 метров с 10 дорожками, тремя вышками и трамплинами), тренировочный (размером 33,33×21 метров) и детский (10×6 метров). 
Также в состав Дворца спорта входит медицинский восстановительный центр и несколько залов для занятия неводными видами спорта, среди которых универсальный спортивный зал (48×26 метров), позволяющий проводить матчи по гандболу, баскетболу, волейболу и мини-футболу и вмещающий до 1000 зрителей. Для электро- и теплоснабжения Дворца построена Мини-ТЭЦ с общей энергетической мощностью в 2,54 МВт.
На базе Дворца регулярно проводятся областные, всероссийские и международные соревнования:
- Евролига по водному поло
- Международные детские соревнования по плаванию на призы детского фонда «Динамо»
- Чемпионат России по синхронному плаванию
- Чемпионат России по водному поло
- Первенство России по мини-футболу
- Кубок России по прыжкам в воду
- Открытое первенство ЦФО России по кекусинкай каратэ
- Чемпионат Московской области по плаванию

и другие.
Помимо прочего, Дворец используется как площадка для проведения концертов и культурно-зрелищных мероприятий.

## Достопримечательности

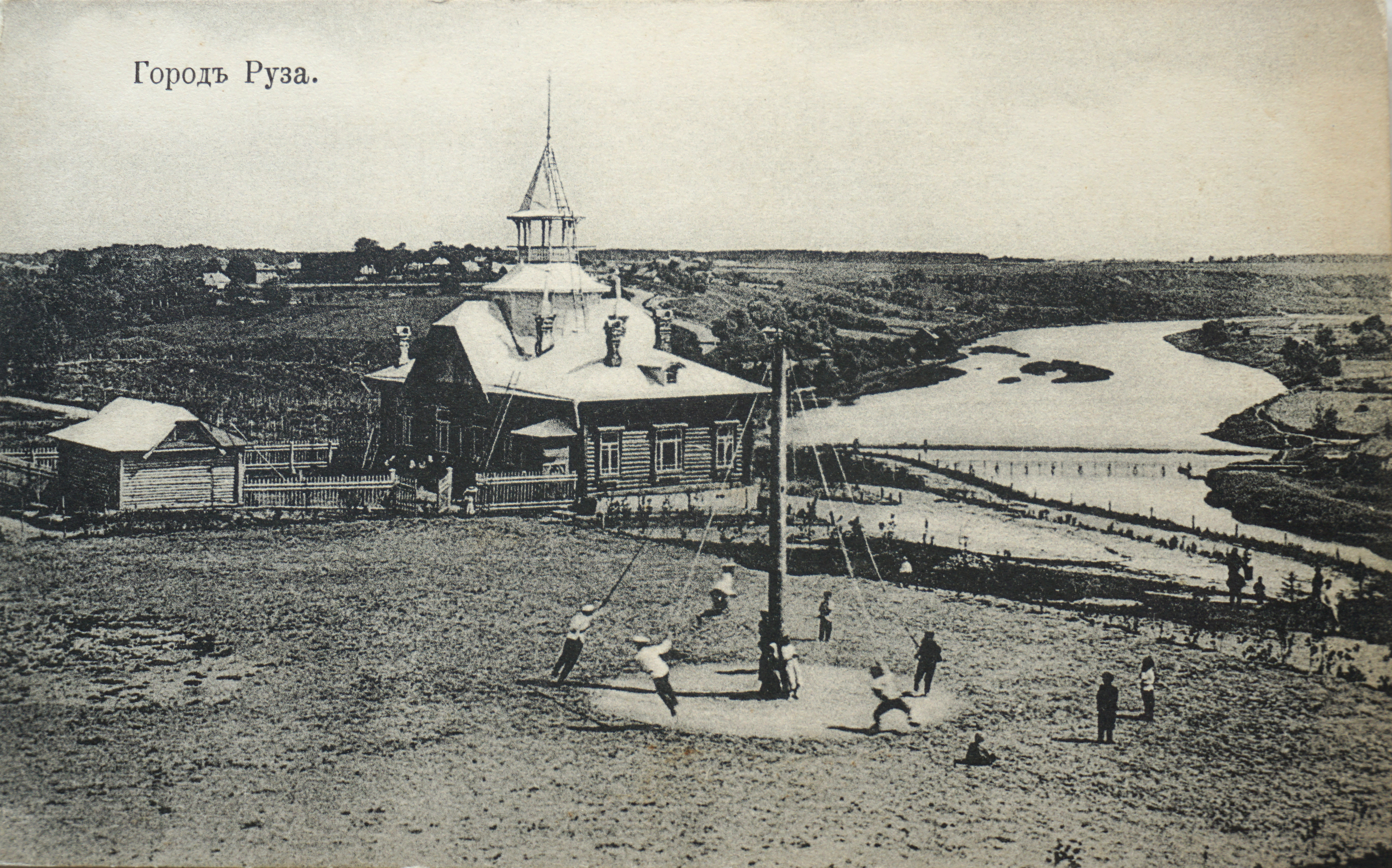
Вид на земскую библиотеку с Музеем местного края на берегу реки Руза. На первом плане — гигантские шаги на Городке.
Открытое письмо 1910-х годов из коллекции Рузского краеведческого музея

В городе сохранились Воскресенский собор (1714—1721 года, с декором XIX века — древнейшее здание города), переходная от барокко к классицизму Покровская (1781 год), барочная Дмитриевская (1792 год), Борисоглебская (1801 год) и другие церкви.
Действует районный краеведческий музей, являющийся одним из старейших музеев Московской области (основан в 1906 году). В мае 2008 года открылся Музей истории рузской милиции, изюминка музея — ружьё XVI века, созданное по проекту Леонардо да Винчи.
Живописные окрестности Рузы являются популярным местом отдыха. В 7 км к северу от города сохранился ансамбль бывшей усадьбы Волынщина (Волынщина-Полуэктово) В настоящее время усадьба используется как Олимпийская база Федерации тяжёлой атлетики. Флигели приспособлены для проживания спортсменов, здание дворца пустует, доступ в усадьбу ограничен.

## Памятники
- Памятник Владимиру Ильичу Ленину (Ульянову) рядом с городским отделом полиции, напротив музыкальной школы, ранее в этом здании располагался Районный комитет партии.
- Памятник воинам, погибшим в локальных войнах и военных конфликтах. Открыт на территории Московского областного филиала Московского университета МВД России в июне 2013 года[52][53]
- Памятник Зое Космодемьянской работы Зураба Церетели. Открыт у Дома культуры в августе 2013 года к 90-летию со дня рождения Зои Космодемьянской[54]
- Памятник беспризорнику Мишке Карасю из сериала «Ликвидация»[55]

## Города-побратимы[56]
- Чачак, Сербия
- Мядель, Беларусь

## Фотогалерея

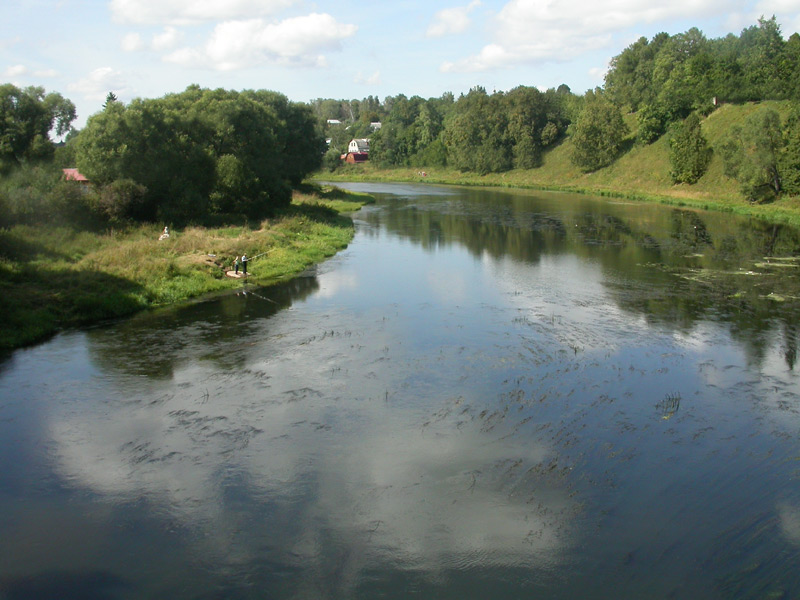
Вид на реку Рузу на территории города
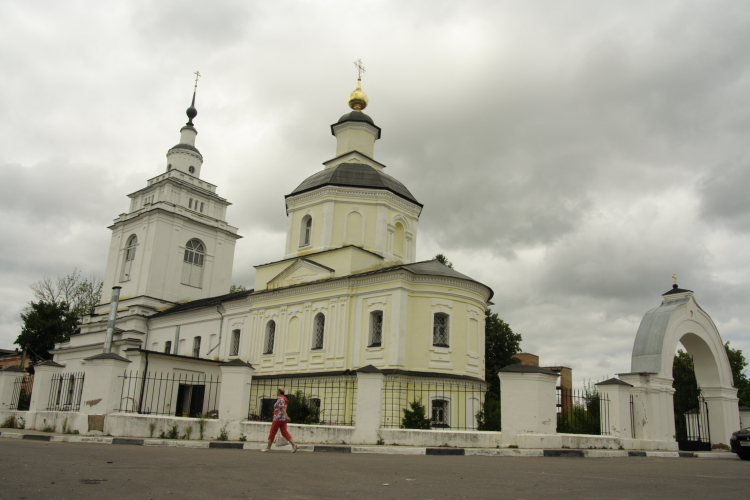
Покровская церковь (1781 г.)
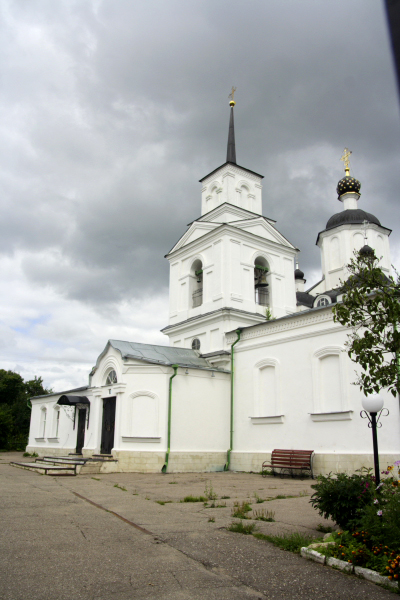
Церковь Дмитрия Солунского (1792 г., колокольня — 1848 г.)
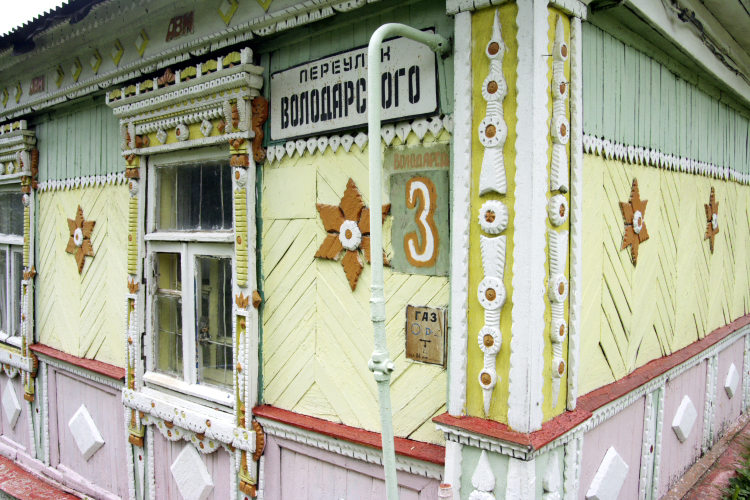
Традиционные русские дома в Рузе
Федеративная улица в Рузе
Карта центра города
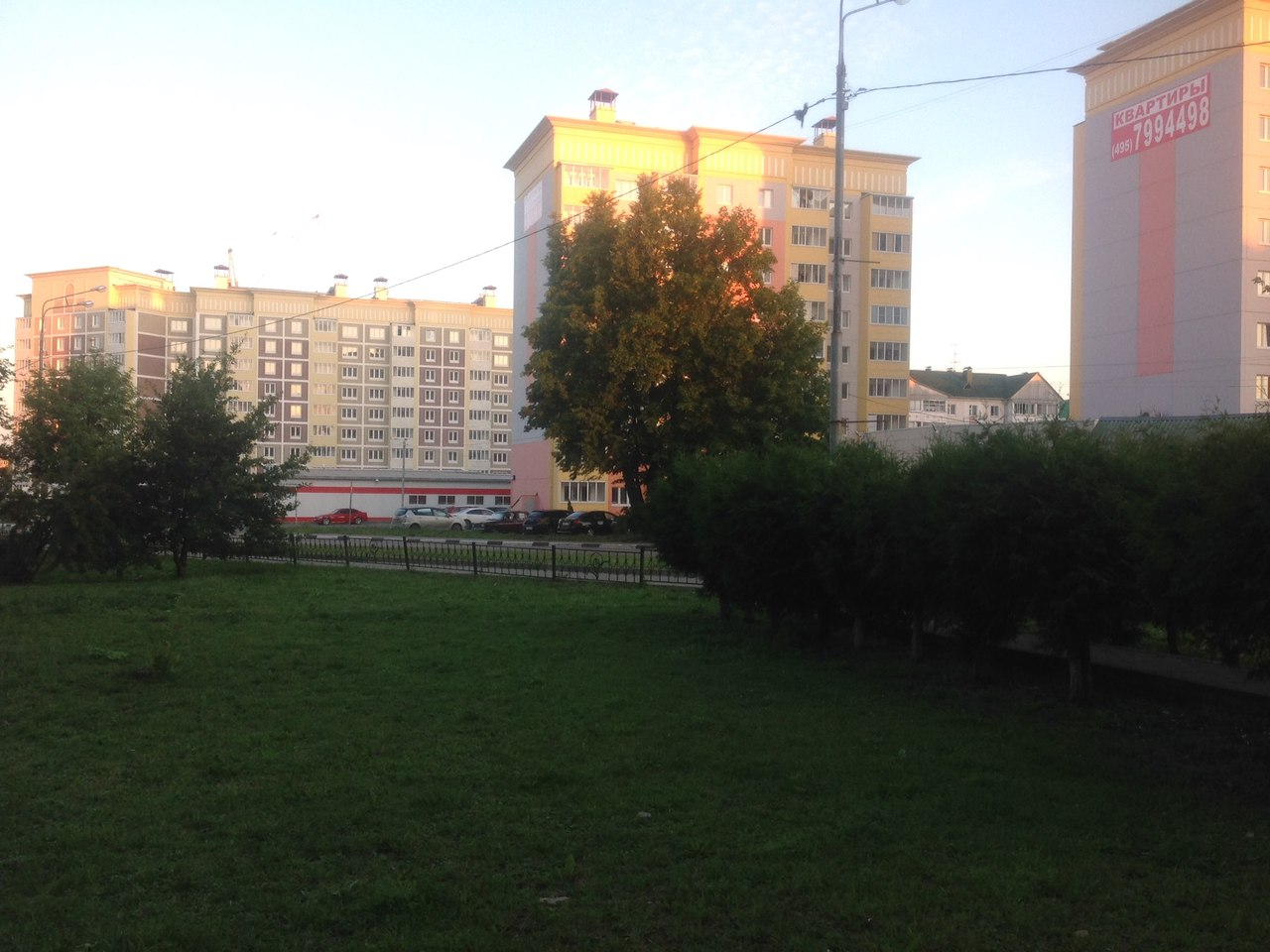
ЖК Федеративный
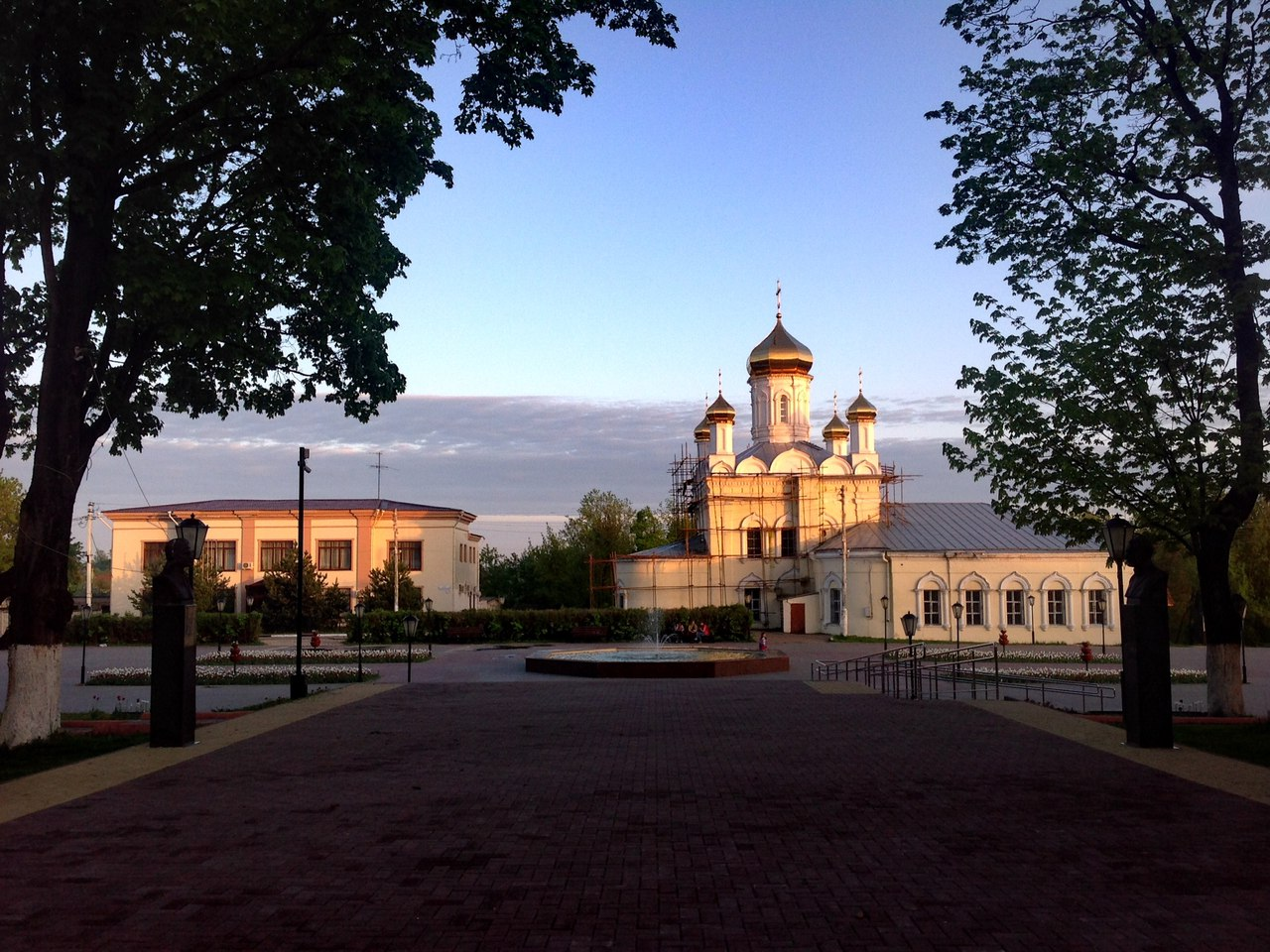
Площадь Партизан
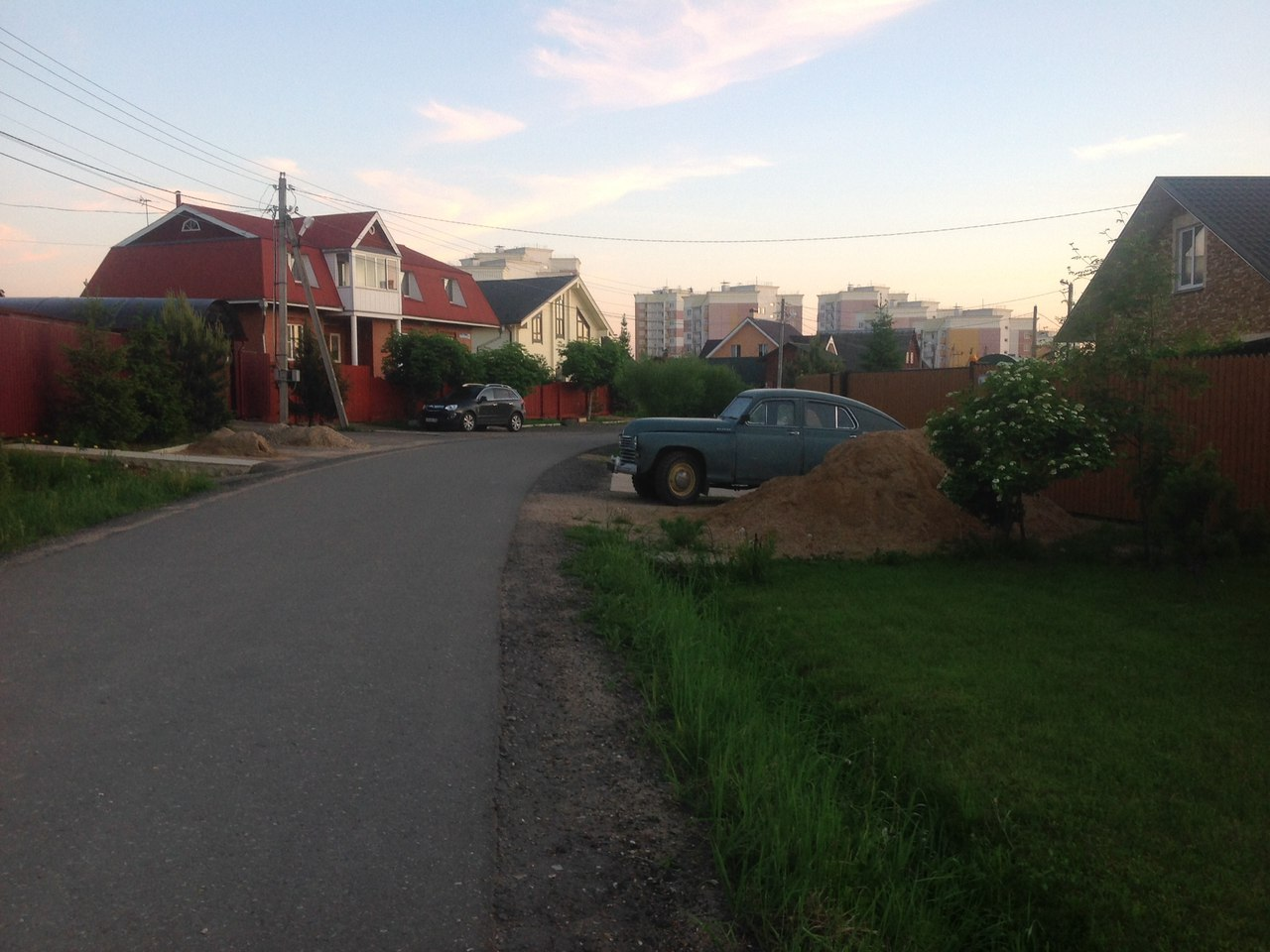
Вишнёвая улица на фоне микрорайона Северное Сияние
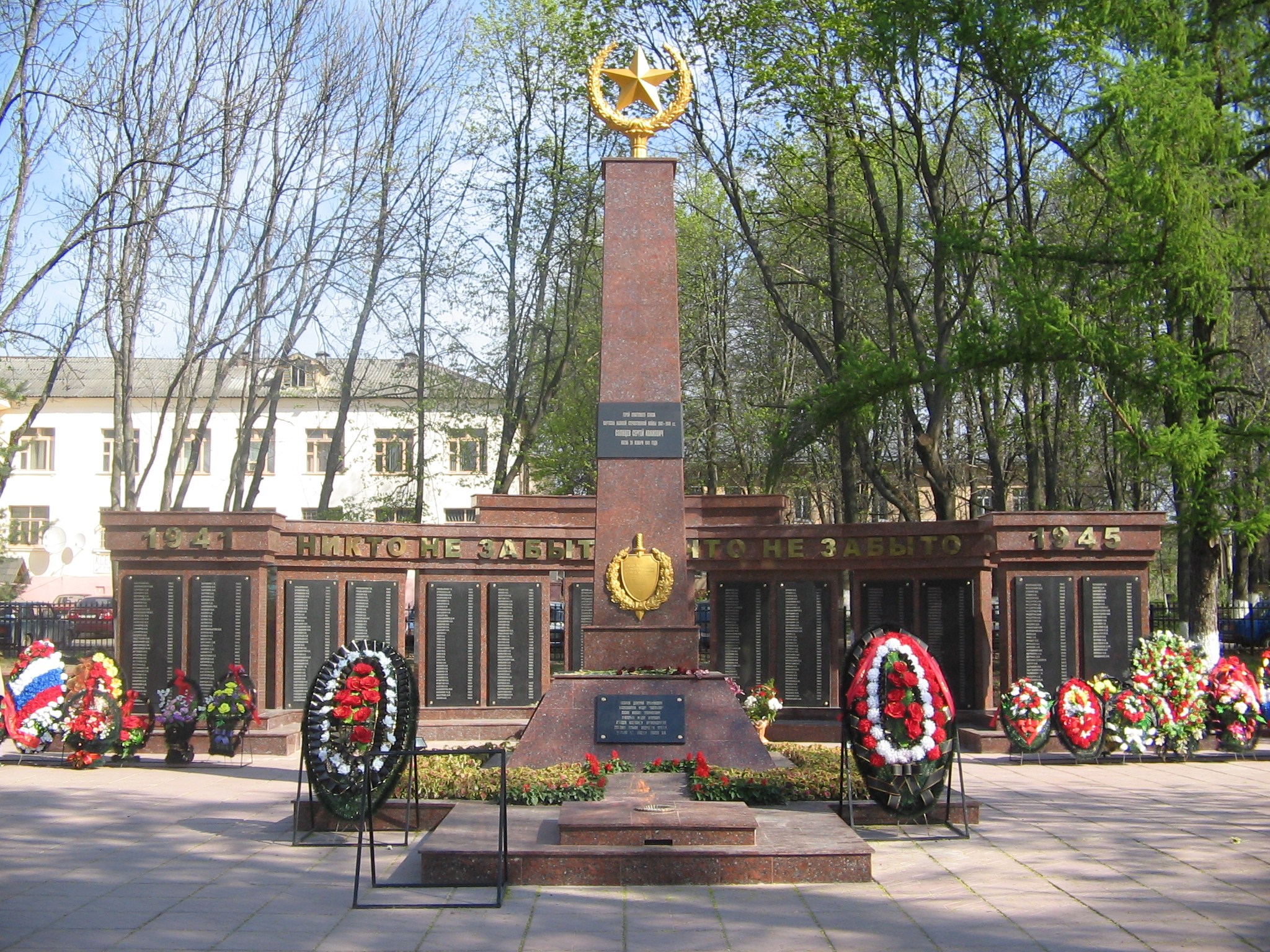
Мемориал воинам погибшим в годы Великой Отечественной войны
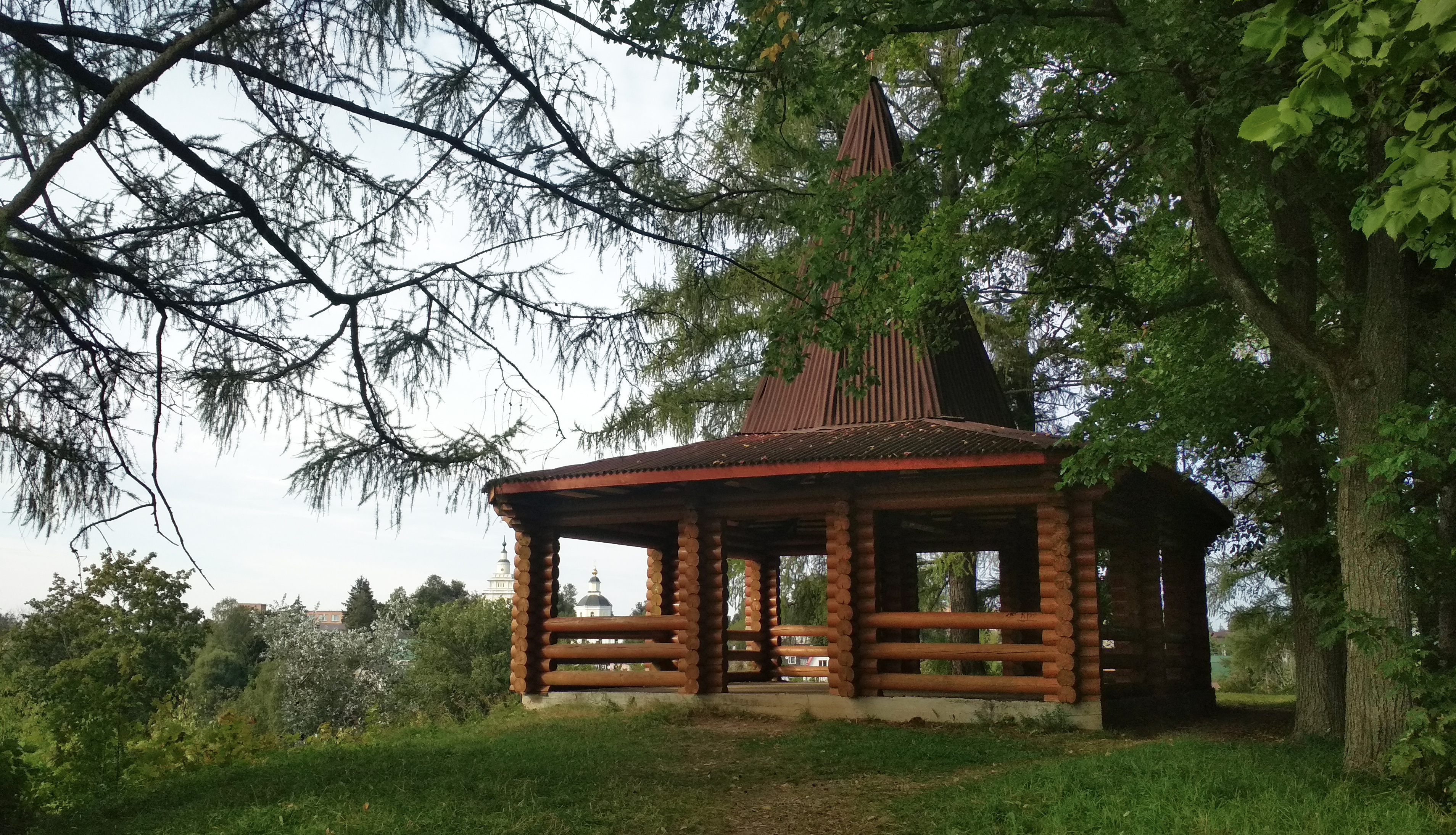
Парк Городок (Рузский кремль)
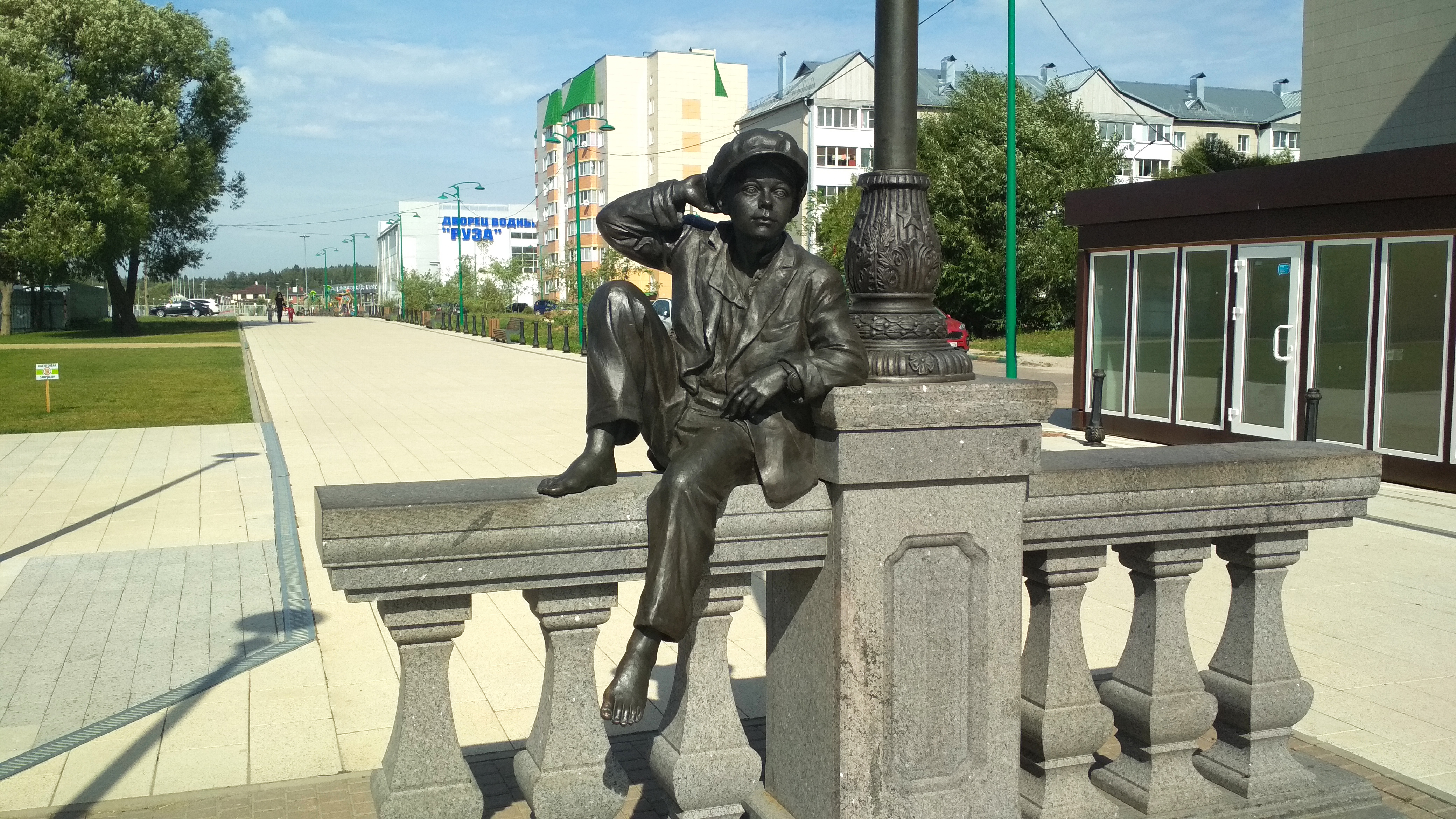
Скульптура Мишки Карася